# Épisodes de Melrose Place : Nouvelle Génération
Cet article présente la liste des épisodes de la série télévisée américaine Melrose Place : Nouvelle Génération.

## Épisodes

### Épisode 1:Tous suspects, tous coupables?
- États-Unis : 8 septembre 2009 sur The CW
- France : 16 mars 2011 sur M6

### Épisode 2:Les Oiseaux de nuit
- États-Unis : 15 septembre 2009 sur The CW
- France : 16 mars 2011 sur M6

### Épisode 3:Entre père et fils
- États-Unis : 22 septembre 2009 sur The CW
- France : 16 mars 2011 sur M6

### Épisode 4:Tel est pris
- États-Unis : 29 septembre 2009 sur The CW
- France : 23 mars 2011 sur M6

### Épisode 5:Menteur, Menteuse
- États-Unis : 6 octobre 2009 sur The CW
- France : 23 mars 2011 sur M6

### Épisode 6:Propositions indécentes
- États-Unis : 13 octobre 2009 sur The CW
- France : 18 avril 2011 sur M6

### Épisode 7:Les Feux de la rampe
- États-Unis : 20 octobre 2009 sur The CW
- France : 19 avril 2011 sur M6

### Épisode 8:Question d'honneur
- États-Unis : 3 novembre 2009 sur The CW
- France : 20 avril 2011 sur M6

### Épisode 9:À découvert
- États-Unis : 10 novembre 2009 sur The CW
- France : 21 avril 2011 sur M6

### Épisode 10:La Dame de fer
- États-Unis : 17 novembre 2009 sur The CW
- France : 22 avril 2011 sur M6

### Épisode 11:Petits Complots en famille
- États-Unis : 1er décembre 2009 sur The CW
- France : 25 avril 2011 sur M6

### Épisode 12:Sur un coup de tête
- États-Unis : 8 décembre 2009 sur The CW
- France : 26 avril 2011 sur M6

### Épisode 13:Le Temps de la réflexion
- États-Unis : 9 mars 2010 sur The CW
- France : 27 avril 2011 sur M6

### Épisode 14:Vivre à l'envers
- États-Unis : 16 mars 2010 sur The CW
- France : 28 avril 2011 sur M6

### Épisode 15:Incompatibilités d'amours
- États-Unis : 23 mars 2010 sur The CW
- France : 2 mai 2011 sur M6

### Épisode 16:Histoire d'un soir
- États-Unis : 30 mars 2010 sur The CW
- France : 3 mai 2011 sur M6

### Épisode 17:La Valse-hésitation
- États-Unis : 6 avril 2010 sur The CW
- France : 4 mai 2011 sur M6

### Épisode 18:La Dernière Vengeance d'une blonde
- États-Unis : 13 avril 2010 sur The CW
- France : 5 mai 2011 sur M6